# Шукуру
Шукуру (Karirí, Karirí-Xocó, Kariri Xucó, Kipeá, Xocó, Xokó, Xokó-Karirí, Xukurú, Xukuru Kariri) — мёртвый и плохо изученный язык Бразилии. Он известен под многими разновидностями: шоко (чоко) в штате Сержипи, карири-шоко (карири-чоко) в штате Алагоас, и шукуру-карири в штате Алагоас. Пока не ясно, был это один язык или это три языка. В 1961 году он был только известен дюжиной слов от одного старейшины карири-шоко и от нескольких старейшин шукуру-карири. У языка есть диалекты камуру (чоко), карири-шоко (карири-чоко), сабужа (педра-бланка). В настоящее время народ говорит на португальском языке.